# Leopoldina Bălănuță
Leopoldina Bălănuță (10 de diciembre de 1934-14 de octubre de 1998) Fue una actriz rumana.

## Biografía
Nació en la casa de sus abuelos en Hăulișca, Păulești, Vrancea, condado de Vrancea, hija de Neculai Bălănuță, un sacerdote, y sanda. Ella se graduó en 1958 del Instituto de Artes Teatrales y Cinematográficas (IATC), Bucarest.
En 1967, Bălănuță recibió la Orden del Mérito Cultural, cuarta clase.
Su padre era un sacerdote Iglesia ortodoxa rumana sacerdote en Focșani. Estaba casada con el actor Mitică Popescu. Murió en Bucarest y fue enterrada en el cementerio Bellu de la ciudad.

## Filmografía
- The Subterranean (1967), como Irina Jelescu
- The Moment (1979), como María Nobilu
- The Oak (1992), como la madre de nela